# Brian Ashton
William Brian Ashton (Leigh, 3 de septiembre de 1946) es un exrugbista y entrenador británico. Fue entrenador en jefe de las selecciones de Inglaterra e Irlanda.

## Biografía
Fue hijo de una madre tejedora textil y un padre minero de carbón, quien además jugó profesionalmente al rugby league para Leigh RLFC. Obtuvo un lugar en Lancaster Royal Grammar School, una de las pocas escuelas locales que enseña y juega al rugby union en vez del league.
Después de dejar la escuela, Ashton comenzó a trabajar para Trustee Savings Bank en su división bancaria internacional y luego en Midland Bank en Farnworth, Bolton.Keith Elleray, su antiguo maestro de juegos de Leigh Grammar, lo llevó a Tyldesley RUFC donde debutaría.
Fue nombrado miembro de la Orden del Imperio Británico (MBE) en los Honores de Año Nuevo de 2008 .

## Carrera
Jugó como apertura en su primera temporada en 1965–66. antes de que Elleray se retirara y Ashton asumiera su posición preferida de medio scrum para 1966–6.
Aunque varios clubes de rugby league le ofrecieron términos profesionales, se mudó a Fylde, donde sus compañeros de equipo incluían a Roger Uttley y Bill Beaumont, y luego a Orrell desde 1973 para estar más cerca de su hogar en Leigh. Al ver que sus posibilidades eran limitadas, comenzó a formarse como maestro de escuela, donde sus primeros puestos fueron en Ashton High School; logrando que el director introdujera el rugby como enseñanza y Hutton Grammar School en Preston.
Ashton estuvo en el equipo de Inglaterra que realizó una gira por Australia en 1975, jugando un partido, pero nunca fue internacional; lo más cerca que estuvo fue en el Torneo de las Cinco Naciones 1975, como reemplazo no utilizado contra Escocia. También representó a Lancashire, Inglaterra Norte y los Barbarians.
Su amigo Dick Greenwood, internacional de Inglaterra y luego padre de Will Greenwood, lo persuadió para que extendiera su carrera a Francia; jugando para el ASM Clermont Auvergne y luego en Italia con Roma y Milán. Como resultado, habla italiano.

## Entrenador
Ashton comenzó en la universidad de Leigh entre 1980 y 1981, y convirtió al equipo en un equipo formidable que corría el balón a gran velocidad debido a la falta de tamaño en el grupo. Fue persuadido en 1981 para asumir el cargo de profesor de historia y maestro de rugby por el entonces tesorero asistente Dick Greenwood en Stonyhurst College donde Kyran Bracken era alumno en ese momento y a quien enseñó historia.  Sus contrapartes docentes locales incluyeron a Ray French .
Ashton conoció a Jack Rowell en el verano de 1985, cuando estaba de gira por Nueva Zelanda como entrenador asistente con Inglaterra A. Cuatro años más tarde, a Ashton se le ofreció un trabajo aceptado como entrenador de espalda en Bath, pasando a enseñar historia y entrenar varios deportes en King's School, Bruton, Somerset a partir de 1989, donde su esposa también trabajaba como maestra.
Trabajando con Jack Rowell, ayudó a establecer a Bath como el equipo dominante en el rugby inglés durante una década hasta mediados de la década de 1990.  Asumió el cargo de entrenador en jefe de Rowell en 1994 y llevó a Bath a su último trofeo nacional en 1996.
Ashton luego tuvo un breve y fallido período como Entrenador Nacional de Irlanda de 1997 a 1998. La IRFU le había otorgado un contrato de seis años, pero renunció 12 meses después después de una serie de resultados decepcionantes,  y en un contexto en el que las discusiones o desacuerdos con el director del equipo, Pat Whelan, se ventilaban con frecuencia en público.
Ashton fue asistente de Clive Woodward en Inglaterra de 1998 a 2002 y fue gerente de la Academia Nacional de la RFU de 2002 a 2005. En este papel, Ashton desempeñó un papel clave en el lanzamiento del sistema de la Academia Nacional de Rugby de Inglaterra, creando las Academias Nacionales Junior y Senior para desarrollar a los jugadores más talentosos en los niveles A, Seven, Sub-21 y Sub-19 de Inglaterra.  Ashton también entrenó a algunos de estos equipos secundarios, incluido Inglaterra A. 
Ashton regresó a Bath como entrenador en jefe a principios de 2006, pero fue nombrado entrenador de ataque de Inglaterra a partir de mayo de 2006 para ayudar al entrenador en jefe Andy Robinson, junto con el entrenador de delanteros John Wells y el entrenador de defensa Mike Ford.
En diciembre de 2006, Robinson fue despedido y Ashton fue nombrado entrenador en jefe de Inglaterra. Eligió a Phil Vickery como su capitán. Ashton ganó sus primeros dos juegos a cargo del equipo de Inglaterra, primero la eliminatoria de la Copa de Calcuta contra Escocia y en segundo lugar venció a Italia en Twickenham, pero llevó al equipo inglés a una aplastante derrota contra el Equipo Nacional Irlandés en su tercera salida. La derrota por 43-13 ante Irlanda fue la peor derrota de Inglaterra ante Irlanda en los 132 años de competencia entre los dos lados.
La campaña de Inglaterra en la Copa Mundial de Rugby de 2007 comenzó mal: el equipo venció por poco a los aficionados de los Estados Unidos y perdió 36-0 ante Sudáfrica . Sin embargo, habiendo terminado su grupo como subcampeones, registraron una sorprendente victoria sobre Australia, ganaron una semifinal muy reñida contra Francia 14–9 y perdieron una final muy reñida ante Sudáfrica 15–6. A pesar de las críticas a su gestión, Ashton fue reconfirmado como entrenador de Inglaterra con un contrato de duración indefinida, el 20 de diciembre de 2007.
Inglaterra terminó segunda en el Seis Naciones de 2008, perdiendo juegos ante Gales y Escocia. El 16 de abril de 2008, Martin Johnson fue nombrado entrenador del equipo de Inglaterra a partir del 1 de julio de 2008, y Ashton dejó el cargo de inmediato. A Ashton se le ofreció el puesto de entrenador en jefe de la Academia Nacional de la RFU, pero rechazó este puesto.
Fue nombrado miembro de la Orden del Imperio Británico (MBE) en los Honores de Año Nuevo de 2008 .
En septiembre de 2008 fue nombrado director de entrenamiento en la Universidad de Bath y también dirigió con éxito a la Universidad de Oxford a la victoria en el partido Varsity de 2008.
En junio de 2010, Ashton regresó a su antiguo club, Fylde, para convertirse en consultor de entrenadores de la selección absoluta. Dijo que está preparado para contribuir todo el tiempo que pueda para ayudar al entrenador en jefe Mark Nelson en el desarrollo del equipo senior de Fylde. Fylde ganó la Liga Nacional 2 Norte 10/11 y Ashton fichó por Fylde para la temporada 2011/12 como Director Técnico.
Ashton ha dicho anteriormente: "Mi principal fortaleza es como entrenador. Veo mi trabajo como mejorar a los jugadores individualmente, hacer el trabajo técnico con ellos y también establecer el entorno, el marco en el que operan los jugadores". La filosofía de Ashton es que los backs comprenden tres fuerzas creativas (el medio scrum, el fly-half y el centro-interior) y cuatro finalizadores penetrantes (el centro-exterior, los dos extremos y el full-back).